# Israelsmyran
Israelsmyran este o arie protejată (arie specială de conservare — SAC, sit de importanță comunitară — SCI) din Suedia întinsă pe o suprafață de 3,5 ha, integral pe uscat.

## Localizare
Centrul sitului Israelsmyran este situat la coordonatele 64°57′03″N 20°22′01″E / 64.9508°N 20.3669°E.

## Înființare
Situl Israelsmyran a fost declarat sit de importanță comunitară în decembrie 1998 pentru a proteja 2 specii de plante. Situl a fost protejat și ca arie specială de conservare în martie 2011.

## Biodiversitate
Situată în ecoregiunea boreală, aria protejată conține 1 habitat natural: Păduri fino-scandinave bogate în ierburi cu Picea abies.
La baza desemnării sitului se află mai multe specii protejate de  plante (2): Calypso bulbosa, papucul doamnei (Cypripedium calceolus).